# 赵永淑
赵永淑（韓語發音：[tso.jʌŋ.suk̚]，1988年9月5日—），朝鲜女子射击运动员，鸭绿江国防体育队队员。赵永淑参加了2008年、2012年、2016年三届奥运会，多次参加世界锦标赛，曾夺得广州亚运会25米手槍金牌、10米气手枪铜牌。
赵永淑的家乡是黄海北道沙里院市，后来移居平壤。根据2011年中国新闻社的采访，她的父母都是工人，哥哥和弟弟都在部队服役。
2008年夏季奧林匹克運動會射擊比賽女子10米空氣手槍项目，赵永淑资格赛排名第15，无缘决赛。女子25米手槍项目上，赵永淑资格赛排名第4，决赛排名第6名。2010年广州亚运会上，赵永淑摘得10米气手枪铜牌、25米运动手枪金牌。2011年在深圳举办的世界大學生夏季運動會上，赵永淑以朝鲜运动教育大学学生身份参赛，10米气手枪项目中她仅仅排名第6。在英国伦敦的2012年夏季奥林匹克运动会上，赵永淑在女子10米空氣手槍比賽中排名第10位，25米手槍排名第7。2016年在巴西里约热内卢举办的夏季奧林匹克運動會上，她再次参赛，获10公尺空氣手槍第12名、25公尺手槍比賽第7名。